# Elzunia dagua
Elzunia dagua är en fjärilsart som beskrevs av Hans Ferdinand Emil Julius Stichel 1904. Elzunia dagua ingår i släktet Elzunia och familjen praktfjärilar. Inga underarter finns listade i Catalogue of Life.